# Agneaux
Agneaux is een gemeente in het Franse departement Manche (regio Normandië). De plaats maakt deel uit van het arrondissement Saint-Lô. Agneaux telde op 1 januari 2022 4.266 inwoners.

## Geografie
De oppervlakte van Agneaux bedroeg op 1 januari 2022 6,5 vierkante kilometer; de bevolkingsdichtheid was toen 656,3 inwoners per km².

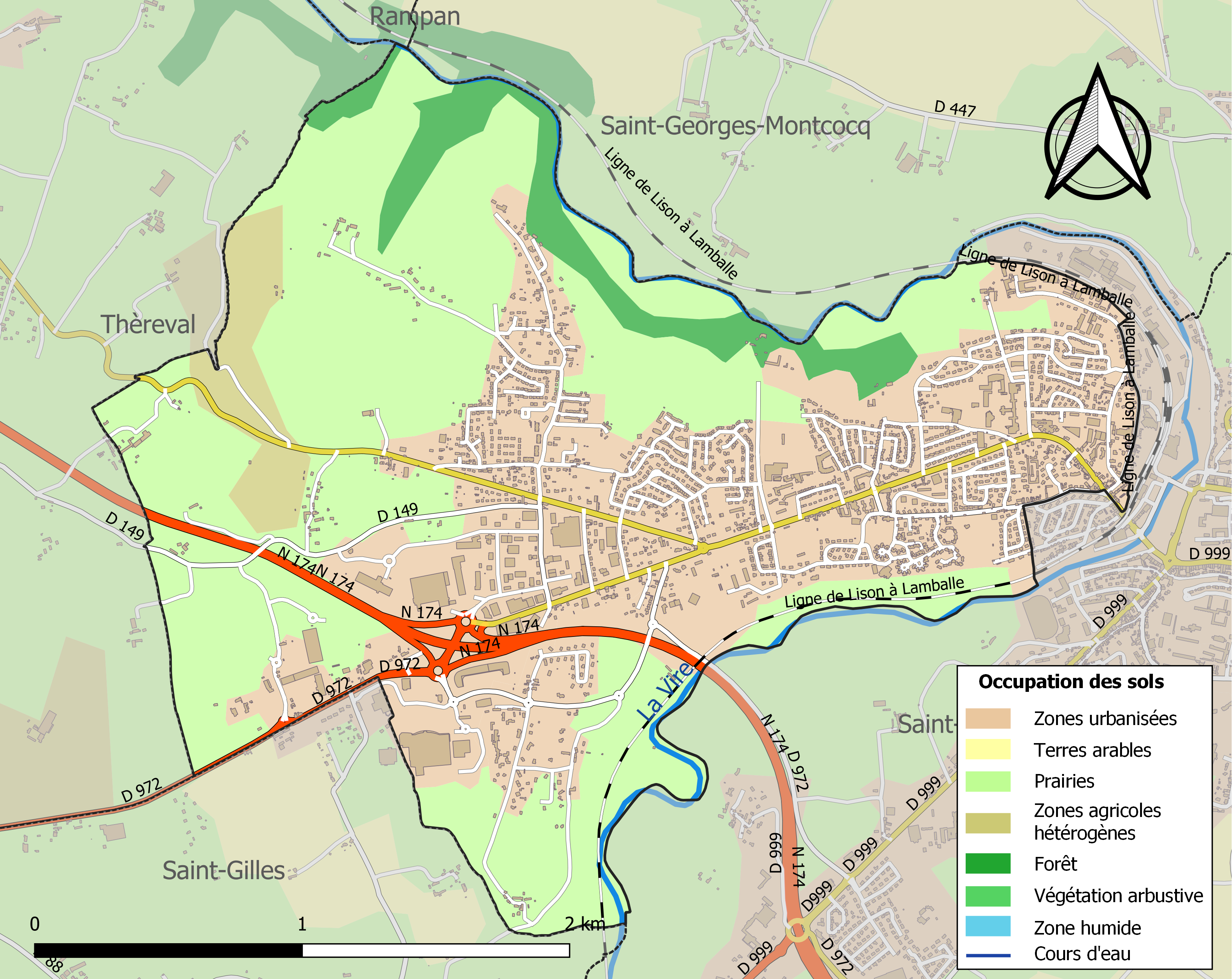
Kaart van de gemeente met de belangrijkste infrastructuur, bodemgebruik en omliggende gemeenten

## Demografie
Onderstaande figuur toont het verloop van het inwonertal (bron: INSEE-tellingen).